# Presa de Nampo
L'embassament de Nampo (서해갑문), embassament del Mar Occidental o presa del Mar Occidental, és un embassament de marea situat a 15 km a l'oest de la Ciutat Especial de Nampo, a l'oest de Corea del Nord. Es tracta d'un sistema de preses de 8 km de longitud, amb 3 rescloses i 36 portes, que permet el pas de vaixells de fins a 50.000 tones. La presa està construïda en la boca del riu Taedong, en el mar Groc. Es va construir entre 1981 i 1986, utilitzant tots els recursos disponibles del país. L'objectiu de la presa era:
- Evitar l'entrada d'aigua marina en la conca del riu Taedong, per fi de resoldre un problema que causava dèficit d'aigua dolça.[1]
- Abastir els sistemes de regadiu i aconseguir terres planes en una zona escassa en sols cultivables.[2]

No obstant això, es creu que l'elevació del nivell de l'aigua del riu Taedong causat per la creació del embassament, va produir la pèrdua de valuoses terres de cultiu, contribuint a la Fam de Corea del Nord.
Aquesta presa es considera el major exit de Corea del Nord i s'utilitza com a teló de fons en els noticiaris de l'Agència Telegràfica Central de Corea, l'agència de notícies estatal, i també com un lloc popular per als grups internacionals de turistes, pels quals s'ha creat un centre de visitants a l'illa de P'i Do, on s'ensenya una pel·lícula sobre la construcció de la presa.
En aquesta illa s'ha instal·lat el far més alt de Corea del Nord, el far de P’i Do, amb una torre de 33 m d'altura amb forma de torxa.
El cost estimat de l'obra és de 3.541 milions d'euros.